# I Believe in a Thing Called Love
"I Believe in a Thing Called Love" är en låt av det brittiska rockbandet The Darkness. Låten gavs ut som tredje singel från bandets debutalbum, Permission to Land, den 22 september 2003. Dessförinnan hade den givits ut 12 augusti 2002 på EP:n I Believe in a Thing Called Love. Låten skrevs av Ed Graham, Dan Hawkins, Justin Hawkins och Frankie Poullain och The Darkness fick sitt stora genombrott bland annat tack vare denna singel. Låten tog sig upp på topp 10 på singellistorna i Storbritannien, Nya Zeeland, Irland och Sverige och den har även tilldelats ett guldcertifikat av Recording Industry Association of America, samt ett silvercertifikat av British Phonographic Industry.
Låten skrevs någon gång mellan 2000 och 2001 i en lägenhet i Primrose Hill i London och senare spelades två versioner av låten in med producenten Pedro Ferreira: albumversionen spelades in under första delen av 2002, medan singelversionen spelades in i början av 2003. På nyårsafton 2009 toppade låten tidningen Classic Rocks lista över de bästa låtarna från 2000-talet.

## Historia

### Bakgrund och komposition
"I Believe in a Thing Called Love" är en rocklåt som varar i tre minuter och fyrtio sekunder. Originalversionen av låten är inspelad i tonarten Fiss-moll och spelas i taktarten 4/4 med ett tempo av 140 BPM. Låten skrevs någon gång mellan september 2000 och mars 2001. Gitarristen Dan Hawkins och basisten Frankie Poullain bodde tillsammans i en lägenhet i Primrose Hill i London. Då gruppen inte hade råd med en replokal brukade Justin Hawkins komma över till deras lägenhet, där de tre jammade och skrev låtar tillsammans. När de skrev "I Believe in a Thing Called Love" drack de alkohol och rökte, samtidigt som de försökte skriva en så 80-talsaktig låt som möjligt. Enligt Poullains självbiografi, Dancing in the Darkness, komponerades låten då de tittade på en Champions League-match med Manchester United, och att sångaren Justin Hawkins skrev den större delen av låten på egen hand.
I en intervju med Songwriting Magazine 2018 sade Justin att låten kom till efter flera timmars frustrerande låtskrivande; "Det allra första jag sa när jag öppnade munnen var allt det där med 'steering wheel'. Jag tänkte på en gammal bil som min pappa hade restaurerat som hade en overdriveknapp som fick den att gå lite snabbare eller adderade mer bränsle. Det var inte meningen att det skulle handla om gitarrdistortion, det var mer en knapp på kärlekens instrumentpanel. Det var en för bensinhuvudena. Sedan gillade jag verkligen att para ihop 'feelings' med 'feel', jag tyckte bara att det var ett riktigt roligt sätt att säga det." Dan Hawkins förklarade 2010 för tidningen Classic Rock hur låtskrivandet gick till: "Vi började med riffet, som Justin kom på. De lät riktigt bra med en gång. Men när han sjöng refrängen för första gången, sa jag bara, 'Nej, så där kan du inte göra – det låter löjligt!' Jag trodde verkligen att folk bara skulle skratta åt oss när de hörde det. Så jag försökte få resten av låten coolare – mer rock."
Dan Hawkins skrev skrev låtens brygga och ackorden som kommer i slutet av refrängen. Enligt Justin hade han en vision om att om de hade låtar med ordet "Love" i titeln så skulle gruppen bli framgångsrik. Vid denna periode skrev man också låtarna "Love on the Rocks with No Ice" och "Love Is Only a Feeling". Albumversionen av låten spelades in 2001 och Justins leadsång spelades in samma dag som 11 september-attackerna. I början av 2003 spelades versionen av låten in som senare gavs ut som singel.

### Utgivning
"I Believe in a Thing Called Love" gavs för första gången ut den 12 augusti 2002 på en EP tillsammans med "Love Is Only a Feeling" och "Love on the Rocks with No Ice". Därefter gavs den ut på gruppens debutalbum Permission to Land den 7 juli 2003. Den 22 augusti 2003 uppgav bandet på sin officiella webbplats att den tredje singeln från albumet skulle komma att bli "I Believe in a Thing Called Love" och att den planerades att ges ut en månad senare, den 22 september. Fem dagar innan singeln gavs ut meddelade man att låten skulle ges ut på CD, DVD och en limited edition-vinylskiva. Singeln gavs ut genom skivbolagen Must... Destroy!! och Atlantic Records. Som B-sidor återfanns tre tidigare outgivna låtar: "Makin' Out", "Physical Sex" och "Out of My Hands".
"I Believe in a Thing Called Love" debuterade den 28 september 2003 på den brittiska singellistan som tvåa, efter "Where Is the Love?" av Black Eyed Peas. Låten låg kvar på listan i totalt elva veckor innan den försvann från topp 75, varav sju av dessa på topp 20. Den fick också bra listplaceringar på flera ställen i Europa och tog sig upp på topp 20 i Irland, Nederländerna, Norge och Sverige. I USA nådde låten som bäst plats 35 på Mainstream Top 40, 9 på Hot Mainstream Rock Tracks, och 23 på Mainstream Rock. 2012 gick den även in på Hot Digital Songs och nådde plats 67 som bäst.
Den 22 oktober 2004 hade "I Believe in a Thing Called Love" sålt i över 500 000 exemplar i USA och tilldelades såldes ett guldcertifikat av Recording Industry Association of America. Den 22 juli 2013 tilldelades låten ett silvercertifikat av British Phonographic Industry, då den sålts i över 200 000 exemplar i Storbritannien.
På nyårsafton 2009 presenterade tidningen Classic Rock "I Believe in a Thing Called Love" som etta på deras lista över de bästa låtarna från 2000-talet, vilket Justin kommenterade; "Att ha fått 'Song of the Decade' är överväldigande och jag är Classic Rock mycket tacksam för allt. Ni betyder mycket för mig."

### Liveframträdanden

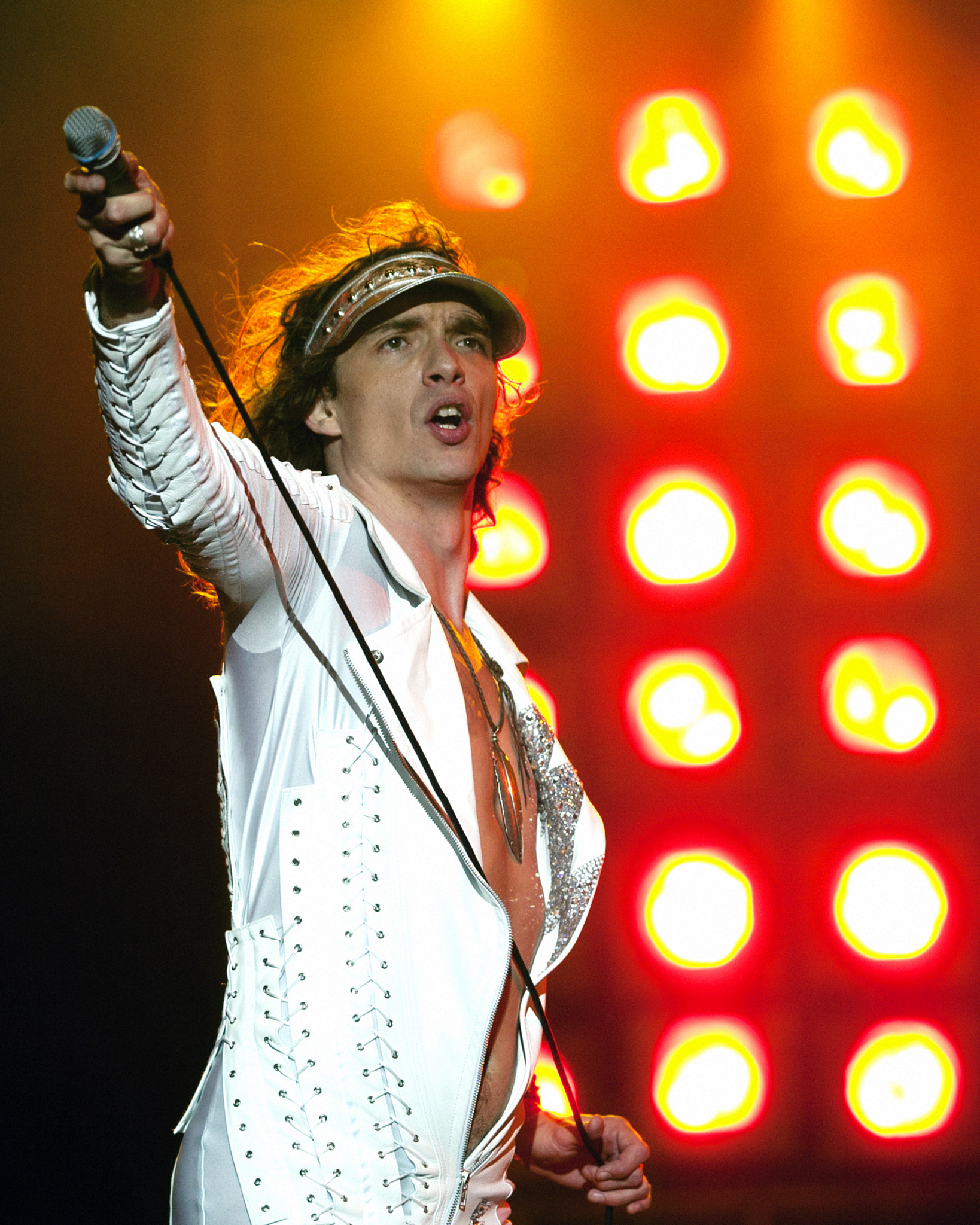
Sångaren och gitarristen Justin Hawkins live med The Darkness 2004.

"I Believe in a Thing Called Love" är den låt som The Darkness framfört liver flest gånger. Det är känt att gruppen spelade låten live så tidigt som 2001. Initialt var bandet dock osäkra på om man ens skulle framföra låten live men så snart man gjorde det "älskade folk" låten. Låten blev snabbt en av gruppens mest populära i dess repertoar och det var efter att man börjat spela den live som man adderade "klapp-grejen" i slutet av låten, innan outrosolot. Enligt Justin är låten den första låten bandet kommer överens om när man ska sätta ihop en låtlista och att låten är en "glädjestund i setet som aldrig kommer att slås".
Den 20 juni 2003 framförde bandet låten och "Growing on Me" på tv-programmet Later... with Jools Holland. De båda låtarna spelades också under Brit Awards, på Earls Court i London den 17 februari 2004, då bandet emottog tre priser: "MasterCard British Album", "Best British Group" och "Best British Rock Act". I oktober 2003 framfördes den då bandet gästade Sen kväll med Luuk. Men spelade den också den 6 november 2003, under MTV Europe Music Awards, då de samtidigt fick mottaga pris för "Best MTV2 UK Act".
Justin Hawkins spelade därefter låten regelbundet med sitt band Hot Leg och den 15 maj 2009 hade gruppen en konsert på Oceans Rooms i Brighton där Dan Hawkins kom upp och gästade bandet under "I Believe in a Thing Called Love" och Hot Legs låt "Do It in the Dark". Detta var första gången sedan The Darkness uppbrott som bröderna Hawkins framförde låten offentligt tillsammans. Efter gruppens återförening 2011 så har man återigen spelat låten på samtliga turnéer.
En liveversion av låten, inspelad på Knebworth Park, Stevenage, i augusti 2003, gavs ut som B-sida till den efterföljande singeln "Christmas Time (Don't Let the Bells End)". Den har också givits ut på Live at Hammersmith, som spelades in i London i december 2017, i juni 2018. Streaming of a White Christmas spelades in utan publik i december 2020 under Covid-19-pandemin och gavs ut 2021 både på CD och DVD. Tre liveversioner av låten gavs ut på Permission to Land ...Again i oktober 2023; den tidigare nämnda Knebworth 2003 och Wembley Arena 2004 på CD, samt den förstnämnda och Astoria 2003 på DVD.

### Musikvideo
I samband med utgivningen av EP:n I Believe in a Thing Called Love spelades en musikvideo in med regissören Alex Smith, som totalt regisserade sex videor till The Darkness. Smith regisserade året därpå en ny musikvideo till låten, med flera element från originalvideon. I videon framför bandet låten i en rymdfarkost där de samtidigt slåss mot olika monster. Jim Freedlander hjälpte till att designa rekvisitan och monsterna. Rymdfarkosten förekommer också i videorna till "Growing on Me", "Christmas Time (Don't Let the Bells End)" och "Friday Night" och återfinns också på omslaget till gruppens debutalbum, Permission to Land.
Justin Hawkins reflekterade senare över videon: "han [Alex Smith] lyckades samla en hel grupp av människor; kameramän, springpojkar, hälso- och säkerhetsfunktionärer, producenter och scenbyggare. Det var en riktigt fantastisk upplevelse eftersom det var typ 20 eller 30 personer som arbetade under inspelningen med oss, och bara gav efter för vartenda önskemål vi hade. Så vi fick chansen att agera som riktiga primadonnor – fantastisk upplevelse."

## I andra media
2004 var låten med på soundtracket till filmen På spaning med Bridget Jones. Justin har sagt att han var med på ett möte med filmens producenter och att han istället föreslog att de skulle använda låten "Get Your Hands off My Woman" till filmen. Den har även spelats i den brittiska tv-serien The Bill. 2016 och 2024 återfanns låten i soundtracken till Mike and Dave Need Wedding Dates respektive The Fall Guy.
2004 fanns den med på originalutgivningen av Singstar. "I Believe in a Thing Called Love" fanns också med på tv-spelen Karaoke Revolution Volume 2 och Guitar Hero: On Tour. I oktober 2011 gavs "I Believe in a Thing Called Love" ut som nedladdningsbart innehåll till Rock Band 3, och i juli året därpå till Rocksmith.
I oktober 2011 framfördes låten av Johnny Robinson i tv-programmet The X Factor. I säsong fem, i avsnittet "Frenemies", av tv-serien Glee framförs "I Believe in a Thing Called Love" av Adam Lambert och Chris Colfer. Låten var 2012 med i en reklamfilm för Samsung Galaxy Note vid halvtidspausen under Super Bowl XLVI. Tack vare detta tog sig låten upp som nummer 1 på iTunes Rock Chart i USA. 2016 var "I Believe in a Thing Called Love" med i en reklamfilm för Apple Music, där Taylor Swift dansade och mimade till låten.

## Låtlista
| 1. | I Believe in a Thing Called Love (single version) | 3:40 |
| 2. | Makin' Out                                        | 3:40 |
| 3. | Physical Sex                                      | 3:33 |

| 1. | I Believe in a Thing Called Love (single version) | 3:36 |
| 2. | Makin' Out                                        | 3:40 |

| 1. | I Believe in a Thing Called Love (single version) | 3:40 |
| 2. | Out of My Hands                                   | 3:33 |
| 3. | I Believe in a Thing Called Love (music video)    | 3:50 |

## Medverkande
| The Darkness - Ed Graham — trummor - Dan Hawkins — gitarr - Justin Hawkins — sång, synthesizer, gitarr - Frankie Poullain — bas | Produktion - Pedro Ferreira — produktion, ljudtekniker, mixning - Dick Beetham — mastering - Roger Drew — illustration - The Darkness — omslagskoncept - Perou — foto - Lucy Manning — styling - Ian Johnsen — omslagslayout |

## Listplaceringar och certifikationer
| Land           | Organisation | Topplacering | Sålda ex. | Certifikation | Ref          |
| -------------- | ------------ | ------------ | --------- | ------------- | ------------ |
| Australien     | ARIA         | 40           |           |               | [ 22 ]       |
| Frankrike      | SNEP         | 37           |           |               | [ 23 ]       |
| Irland         | IRMA         | 5            |           |               | [ 12 ]       |
| Nederländerna  | NVPI         | 12           |           |               | [ 13 ]       |
| Norge          | IFPI         | 14           |           |               | [ 14 ]       |
| Nya Zeeland    | RIANZ        | 10           |           |               | [ 24 ]       |
| Storbritannien | BPI          | 2            | 200 000   | Silver        | [ 11 ] [ 2 ] |
| Sverige        | IFPI         | 8            |           |               | [ 15 ]       |
| Tyskland       | IFPI         | 47           |           |               | [ 25 ]       |
| USA            | RIAA         | —            | 500 000   | Guld          | [ 1 ]        |

## Utmärkelser
| Utgivning       | Land           | Utmärkelse                                                           | År   | Rank |
| --------------- | -------------- | -------------------------------------------------------------------- | ---- | ---- |
| Q               | Storbritannien | "101 Greatest Guitar Tracks"                                         | 2005 | 47   |
| ASCAP           | Storbritannien | "One of the most performed works in the USA by a PRS member in 2004" | 2005 | (*)  |
| Blender         | USA            | "The 500 Greatest Songs Since You Were Born"                         | 2009 | 493  |
| Pitchfork Media | USA            | "500 Top Tracks of the 2000s"                                        | 2009 | 276  |
| Classic Rock    | Storbritannien | "The Greatest Rock Songs Of The Noughties"                           | 2009 | 1    |

(*) anger en onumrerad lista.